# Woodstock (Nowy Brunszwik)
Woodstock – miasto w Kanadzie, w prowincji Nowy Brunszwik, w hrabstwie Carleton.